# Анастасій II
Анастасій II (лат. Anastasius; ? — 16 листопада 498) — п'ятдесятий папа Римський (24 листопада 496—16 листопада 498), народився у Римі в родині священика. Проявив деякі наміри щодо порозуміння з відступником патріархом Константинопольським Акакієм, а тому потрапив у немилість до автора Liber Pontificalis. За традицією Данте показав його у своєму творі Божественна комедія у пеклі.